# Vuelo 422 de Kuwait Airways
El vuelo 422 de Kuwait Airways fue un vuelo comercial de Bangkok, Tailandia, a Kuwait, famoso por el secuestro del Boeing 747 que cubría esta ruta el 5 de abril de 1988, desencadenando una crisis con rehenes que duró 16 días y afectó a tres continentes. El secuestro fue llevado a cabo por varias guerrillas libanesas que demandaban la liberación de 17 prisioneros chiitas encarcelados en Kuwait por su implicación en los atentados de Kuwait de 1983. Durante el incidente, el avión, inicialmente obligado a aterrizar en Irán, viajó unos 5150 kilómetros desde Mashhad, al noreste de Irán, a Lárnaca, Chipre, y finalmente a Argel. 
Kuwait mandó a unidades de negociación para negociar con los terroristas, pero las conversaciones se truncaron cuando estos se negaron a soltar a los rehenes. Dos rehenes murieron en el transcurso de los hechos, antes de darse por concluido el 20 de abril por la mañana. Los secuestradores, relacionados por los agentes kuwaitíes con la organización libanesa Hezbollah, abandonaron a los pasajeros fuera de la frontera argelina. Con más de dos semanas de duración, la crisis se convirtió en uno de los secuestros aéreos más largos de la historia, además de inspirar a un ataque armado en Estados Unidos pocos días más tarde.[cita requerida]

## Secuestro inicial y vuelo a Irán
El 5 de abril de 1988 el vuelo KU 422 tenía 112 pasajeros y tripulantes a bordo, incluyendo a tres miembros de la familia real kuwaití. Se encontraban a unas tres horas de Bangkok, sobre el golfo de Omán cuando varios hombres armados de origen libanés con pistolas y granadas de mano tomó el control del avión. Un pasajero afirmó posteriormente que uno de los secuestradores dijo, "No os preocupéis, estamos recuperando los derechos que el gobierno kuwaití nos ha denegado". Aunque los pasajeros estaban retenidos, no fueron tratados mal al principio. Los secuestradores obligaron al piloto a volar a Irán, donde las autoridades denegaron inicialmente el permiso de aterrizaje al avión, pero más tarde accedieron al ser conscientes de que empezaban a quedarse sin combustible. Tras efectuarse el aterrizaje en Mashhad, los secuestradores presentaron su demanda de liberación de los 17 guerrilleros encarcelados por Kuwait tras la sentencia por su participación en las explosiones de Kuwait de 1983. Además amenazaron con hacer explosionar el avión si alguien se acercaba a él, y matar a los tres miembros de la familia real kuwaití si no se cumpliesen los términos.
Se anunció que se trataban de seis o siete secuestradores, que incluían a Hassan Izz-Al-Din, quien había estado involucrado previamente en el secuestro del vuelo 847 de TWA de 1985. Tras las primeras negociaciones con el primer ministro iraní 25 rehenes fueron liberados – un hombre con problemas de corazón el 5 de abril, y 24 mujeres al día siguiente. 32 rehenes adicionales pudieron abandonar el avión el 7 de abril después de que el gobierno kuwaití mandase un equipo de negociaciones a Irán para hablar con los secuestradores. Sin embargo, las negociaciones se vieron frustradas por el apoyo de Kuwait a Irak en el conflicto del golfo que estaba teniendo lugar entre este país e Irán, y porque los diecisiete presos eran iraníes. No hubo más liberaciones de rehenes en Irán, y los secuestradores forzaron a las autoridades a repostar el avión amenazando con despegar con los tanques vacíos si era necesario, y disparando contra los agentes de seguridad.

## Chipre, Argelia y muerte de rehenes
El avión despegó de Mashhad el 8 de abril, pero se le denegó el permiso de aterrizaje tanto en Beirut en el Líbano como en Damasco, Siria. Sin embargo, después de siete horas las autoridades chipriotas les dieron permiso para aterrizar en Lárnaca, dónde se retomaron las negociaciones. Funcionarios de Chipre y la Organización de Liberación Palestina (PLO) retomaron la discusión con los secuestradores, dando como resultado la liberación de un rehén el 9 de abril. Otras doce personas fueron liberadas el 12 de abril. Sin embargo, en ese mismo periodo dos rehenes, Abdullah Khalidi, de 25 años, y Khalid Ayoub Bandar, de 20 años, ambos kuwaitíes, fueron matados a quemarropa y dejados en la plataforma en Chipre, durante las demandas de reportaje por parte de los secuestradores. Así mismo, el piloto había referido incidentes por agresiones entre pasajeros. Los secuestradores también quisieron ir volando hasta el Palacio Real Kuwaití, y llevar a cabo lo que denominaban una "masacre lenta y dolorosa" si los prisioneros no eran liberados. En otra ocasión aseguraron estar listos para morir, poniéndose sus sudarios y denominando el aparato como el "Avión de los grandes mártires", un incidente que llevó a un duro intercambio de palabras con la torre de control cuando un funcionario hizo referencia al avión con su número de vuelo.
El avión fue repostado, y el 13 de abril despegó de nuevo, en esta ocasión rumbo a Argelia, quien les había dado permiso para aterrizar allí, y la semana final de secuestro tuvo lugar en el aeropuerto de Argel Houari Boumedienne en Argelia. Argelia – que jugó un papel fundamental en la resolución de la crisis de los rehenes de Irán de 1981 – inició conversaciones con los secuestradores nada más aterrizar en Argel. El avión fue aparcado cerca del edificio terminal, pero fue requerido para desplazarse levemente por motivos de seguridad con motivo de la llegada de un vuelo que transportaba al Presidente de Zambia Kenneth Kaunda.
Djuma Abdallah Shatti, un rehén con diabetes, fue liberado el 14 de abril, dejando a 31 personas a bordo. A continuación publicaron una nota en que decían "No somos super delincuentes. Somos hombres de principios." Dos de los pasajeros que quedaban a bordo hablaron a continuación con la torre de control del aeropuerto de Argel urgiendo a aceptar las demandas de los secuestradores o todos los que permanecían a bordo serían asesinados. Surgieron reportes, que afirmaban que los pasajeros estaban siendo castigados por hablar sin permiso, aunque estas historias no pudieron ser confirmadas. Se efectuó otra petición por combustible el 16 de abril. Las autoridades argelinas indicaron que dejarían el avión en tierra como habían solicitado las autoridades kuwaitíes y saudíes, pero cuando las negociaciones se pararon cuando ambas partes llegaron a un impasse, algunos en Argelia indicaron la incapacidad de Kuwait para discutir sobre la liberación de los 17 prisioneros, que fue descrita como "intransigente". El 18 de abril los miembros de la selección de fútbol de Kuwait se ofrecieron a relevar a los rehenes. El mismo día uno de los miembros de la realeza kuwaití que iba a bordo, el príncipe Fadhal al-Sabah, urgió al gobierno de su país a liberar a los presos.

## Liberación de los últimos rehenes y consecuencias
El grupo liberó a los últimos rehenes el 20 de abril, antes de entregarse a las autoridades argelinas. Kuwait no liberó a los 17 prisioneros y los secuestradores fueron autorizados a salir de Argel. Antes de rendirse, sin embargo, hicieron un comunicado relativo a que seguirían luchando por la liberación de los prisioneros. A continuación se trasladaron a un destino no desvelado. Al llegar a su fin la crisis había durado 16 días, convirtiéndose de este modo en uno de los secuestro aéreos más largos de la historia
Con la crisis dada por concluida los pasajeros restantes volaron de vuelta a Kuwait. Los dos kuwaitíes asesinados durante el transcurso del secuestro fueron homenajeados en una ceremonia a la que asistieron más de 2.000 personas. El 25 de abril, Time Magazine anunció que varios líderes de Oriente Medio había condenado el secuestros por haber quitado protagonismo al conflicto de Palestinos contra Israel que había comenzado unos meses antes. También rompió las relaciones ya tensas de por sí entre Irán y la Organización de Liberación del Pueblo Palestino. El gobierno de Kuwait creía que el secuestro estaba orquestado por Hezbollah, un grupo chiita proiraní con sede en Líbano.
Muchos de los pasajeros liberados denunciaron que Irán había ayudado a los secuestradores proporcionándoles armas y explosivos mientras el avión se encontraba en el aeropuerto de Mashhad. El jefe de seguridad kuwaití Khaled Nasser Zaferi dijo que varias personas más entraron en Irán cuando aterrizó el avión. "Estos fabricaron un subfusil y explosivos con los que no habían contado hasta entonces. Se presentaron como trabajadores de limpieza, pero su trabajo era tan pésimo que nos decíamos los unos a los otros, 'Estos tienen que pertenecer a los servicios de seguridad iraní.'  Los pasajeros dijeron que los secuestradores limpiaron las superficies de huellas dactilares, y retiraron otros restos que pudieran ayudar en su identificación antes de dar por concluida la retención, mientras que el piloto, el capitán Subhi Yousif dijo a los periodistas que no tuvo conocimiento de la muerte de los dos kuwaitíes hasta su liberación.